# Anges FC
Anges FC is een Togolese voetbalclub uit Notsé.

## Geschiedenis
Anges FC de Notsé werd in 2012 kampioen in de Deuxième Division en promoveerde voor het eerst in zijn bestaan naar de Première Division. In het eerste seizoen op het hoogste niveau werd de club meteen opnieuw kampioen en won zo zijn eerste landstitel.

## Erelijst
- Landskampioen

2013

## Resultaten in continentale wedstrijden
Toelichting op de tabel: #Q = #kwalificatieronde / #voorronde, #R = #ronde, PO = Play-off, Groep (?e) = groepsfase (+ plaats in de groep), 1/16 =  zestiende finale, 1/8 = achtste finale, 1/4 = kwartfinale, 1/2 = halve finale, TF = troostfinale, F = finale, T/U = Thuis/Uit, BW = Beslissingswedstrijd, W = Wedstrijd.

Uitslagen vanuit gezichtspunt Anges FC
| Seizoen | Competitie           | Ronde | Land             | Club       | 1e W | 2e W | Totaalscore |
| ------- | -------------------- | ----- | ---------------- | ---------- | ---- | ---- | ----------- |
| 2014    | CAF Champions League | Q     | Vlag van Nigeria | Enyimba FC | 1-3  | 2-1  | 3-4         |